# Zygosporium bioblitzi
Zygosporium bioblitzi är en svampart som beskrevs av McKenzie, Thongk. & Lumyong 2007. Zygosporium bioblitzi ingår i släktet Zygosporium, divisionen sporsäcksvampar och riket svampar.   Inga underarter finns listade i Catalogue of Life.